# Рене Ігіта
Хосе Рене Ігіта Сапата (ісп. José René Higuita Zapata; нар. 27 серпня 1966, Медельїн) — колумбійський футболіст, воротар. Гравець національної збірної (1987—1999). Виконавець штрафних та пенальті в клубах та збірній. Винахідник «удару скорпіона». Забив за кар'єру 44 м'ячі (37 з пенальті, 7 під час виконання штрафних ударів).

## Рання біографія
Рене Ігіта народився 27 серпня 1966 року у бідному кварталі міста Медельїн. Свого батька він ніколи не бачив, мати невдовзі після народження померла, а маленького Хосе виховувала бабуся Анна Феліса. Матеріальне становище було настільки тяжким, що майбутній воротар змушений був займатися продажем овочів, паперу та іншого дріб'язку, щоб хоч якось звести кінці з кінцями.
Талант воротаря в Ігіти виявився випадково. Зазвичай в своїй шкільній команді Рене грав на місці форварда. В день, коли на юних футболістів приїхав подивитися селекціонер команди «Індепендьєнте» (Медельїн), Ігіта зайняв місце у воротах, замінивши травмованого голкіпера. Справивши непогане враження на фахівця, Рене з того самого дня перекваліфікувався на стража воріт.

## Кар'єра
Професійну спортивну кар'єру Ігіта розпочав в футбольному клубі «Атлетіко Насьональ». Воротар Рене Ігіта прославився виконаннями штрафних ударів та пенальті. Протягом своєї футбольної кар'єри він забив 44 голи (37 з пенальті, 7 під час виконання штрафних ударів), в 68 матчах за національну збірну Колумбії забив 8 м'ячів. Найбільшу славу Ігіті приніс винайдений ним «удар скорпіона», який він продемонстрував в товариському матчі збірних Англії та Колумбії 6 вересня 1995 року на стадіоні Уемблі. Після удару Джейми Реднарппа, м'яч полетів в ворота. Удар виявився несильним і м'яч летів прямо на воротаря. Замість того, щоб спокійно забрати його в руки, Ігіта в акробатичному стрибку відбив його п'ятками ніг. У 2002 році британський телевізійний канал Channel 4 провів опитування на тему 100 Великих спортивних досягнень. «Удар скорпіона» в ньому посів 94 місце.
На полі Ігіта відомий своїм ексцентричним стилем гри, виходами далеко за межі штрафного майданчика, чим наражав свою команду на непотрібний ризик. Відомий епізод трапився в 1990 році на чемпіонаті світу в Італії в матчі 1/8 фіналу проти збірної Камеруну. В додатковий час при рахунку 0:1 на користь Камеруну Ігіта вийшов за межі свого штрафного майданчика і спробував обвести форварда африканців Роже Міллу. Мілла відібрав м'яч у воротаря і вразив порожні ворота, а Камерун у підсумку переміг 2:1 і став першою в історії африканської командою, яка вийшла в 1/4 фіналу чемпіонату світу. В результаті такої поведінки на футбольному полі ЗМІ та шанувальники прозвали його «El Loco» (навіжений).
8 жовтня 1991 року зіграв другий тайм за збірну світу з футболу в благодійному матчі ЮНІСЕФ проти збірної Німеччини, замінивши Серхіо Гойкочеа.
Ігіта мав дружні стосунки з Дієго Марадоною, грав в його прощальному матчі 2001 року в зустрічі між збірною Аргентини та збірною усіх зірок.
26 січня 2010 року відбувся прощальний матч Рене Ігіти в його рідному місті Медельїн.

## Досягнення

### Особисті
- Найкращий футболіст Південної Америки: 1990
- Третій футболіст Південної Америки по версії «El País»: 1989, 1990
- 8-ме місце в списку найкращих воротарів Південної Америки XX століття за версією IFFHS
- 3-тє місце серед воротарів за результативністю — 44 голи.

### Командні
- Бронзовий призер Кубка Америки: 1987, 1995
- Володар Кубка Лібертадорес: 1989
- Володар Міжконтинентального кубку: 1989
- Фіналіст Кубка Лібертадорес: 1995
- Чемпіон Колумбії: 1991, 1994, 1995

## Скандали
Ігіта був причетний до серії скандалів під час своєї спортивної кар'єри. У 1991 році він відвідав у в'язниці Пабло Ескобара, хресного батька Медельїнського картелю наркомафії.
4 червня 1993 він був арештований, коли передавав викуп для звільнення викраденої дочки одного з друзів Пабло Ескобара. Будь-яка причетність до викрадення людей з метою викупу заборонена згідно зі законодавством Колумбії і Ігіту засудили до шести місяців в'язниці. Цей випадок змусив його пропустити Кубок Америки і чемпіонат світу з футболу в 1994 році. «Я діяв, виходячи з гуманітарних міркувань», заявив Ігіта, «якщо б мені будь-коли необхідно було ще раз допомогти когось звільнити, я б зробив це без коливань. Я футболіст, і нічого не знав про кіднепінг».
23 листопада 2004, виступаючи в національному чемпіонаті Еквадору, допінг-контроль дав позитивний результат на наявність наркотиків в організмі, і футбольна федерація Еквадору відсторонила Ігіту від участі в іграх на 6 місяців.